# Europees management
Europees management wordt gedefinieerd als "intercultureel, maatschappelijk management gebaseerd op een interdisciplinaire aanpak." Europees management is noch nationaal, noch internationaal management, maar bevindt zich tussen deze twee.

## Eigenschappen
Volgens Andreas Kaplan heeft Europees management drie eigenschappen:
1. Een Europese managementaanpak moet rekening houden met de verschillende culturen in Europa en hoe deze impact hebben op zakelijke praktijken, om culturele overeenkomsten en bijzonderheden in verschillende organisatorische omgevingen en managementgewoontes aan te wijzen.[3]
2. Managementprincipes hebben in heel Europa een onderbouwing die sterk maatschappelijk van aard is.[4]
3. Europese managers worden verwacht een groot aanpassingsvermogen te hebben, omwille van vele verschillende wettelijke, maatschappelijke, politieke en economische contexten in heel Europa. Zulk aanpassingsvermogen is gekoppeld met het vermogen om een interdisciplinaire aanpak aan te nemen.[5]

## Een verschil met de Amerikaanse managementstijl
Europees management wordt vaak gecontrasteerd met de Amerikaanse of Japanse managementcultuur. Terwijl Amerikanen makkelijker risico's nemen, zullen Europeanen eerder stabiliteit nastreven wat leidt tot minder opportuniteiten met minder financiële beloningen. De Europese aanpak wordt als meer evenwichtig beschouwd tussen economische efficiëntie en sociale bezorgdheden.

## Toekomst van Europees management
In tijden van globalisatie, worden uitdagingen zoals culturele diversiteit, culturele verschillen in waarden, aanpassingsvermogen, flexibiliteit en maatschappelijke sociale verantwoordelijkheid belangrijker. Dit is waarom sommigen denken dat de Europese managementstijl belangrijker zal worden in de toekomst.

## Verder lezen
- Braun Wolfram (1991) Europäisches Management. Unternehmenspolitische Chancen und Probleme des Binnenmarktes. Gabler Verlag.
- Calori Roland, De Woot Philippe (1995) A European Management Model: Beyond Diversity: Unity in Diversity. Prentice-Hall.
- Dickmann Michael, Sparrow Paul (2008) International Human Resource Management: A European Perspective. Routledge.
- Hermel Philippe (1993) Management européen et international. Economica.
- Kaplan Andreas (2015) European business and management. Sage Publications Ltd., London.
- Thurley Keith, Wirdenius Hans (1989) Towards European Management, FT Prentice Hall.